# Ilo epatico
L'ilo epatico (o peduncolo epatico o ilo del fegato) contiene le principali strutture vascolari del fegato di cui due afferenti ed una efferente. L'arteria epatica, che origina dal tripode celiaco, a sua volta ramo dell'aorta addominale, e la vena porta, che origina dalla confluenza della vena splenica, o lienale (proveniente dalla milza) e della vena mesenterica superiore (che raccoglie il sangue refluo dallo stomaco, dall'intestino tenue e dalla parte destra dell'intestino crasso) ed inferiore (che raccoglie il sangue refluo dalla parte sinistra dell'intestino crasso). L'unico dotto che esce dall'ilo del fegato (ilo epatico) è il dotto biliare, che origina dai canalicoli biliari che sono dentro al fegato e porta la bile prodotta dal fegato nell'intestino; tale bile però viene anche immagazzinata in una struttura a forma di sacco piriforme detta cistifellea (o colecisti) che funziona da serbatoio di raccolta della bile ed inoltre la concentra assorbendone l'acqua e rendendola viscosa mediante secrezioni mucose